# Millery (Meurthe i Mosel·la)
Millery és un municipi francès situat al departament de Meurthe i Mosel·la i a la regió del Gran Est. L'any 2007 tenia 587 habitants.

## Demografia

### Població
El 2007 la població de fet de Millery era de 587 persones. Hi havia 204 famílies, de les quals 38 eren unipersonals (21 homes vivint sols i 17 dones vivint soles), 71 parelles sense fills, 83 parelles amb fills i 12 famílies monoparentals amb fills.
La població ha evolucionat segons el següent gràfic:
Habitants censats

### Habitatges
El 2007 hi havia 235 habitatges, 216 eren l'habitatge principal de la família, 4 eren segones residències i 16 estaven desocupats. 221 eren cases i 15 eren apartaments. Dels 216 habitatges principals, 182 estaven ocupats pels seus propietaris, 24 estaven llogats i ocupats pels llogaters i 9 estaven cedits a títol gratuït; 5 tenien dues cambres, 20 en tenien tres, 50 en tenien quatre i 141 en tenien cinc o més. 160 habitatges disposaven pel capbaix d'una plaça de pàrquing. A 74 habitatges hi havia un automòbil i a 119 n'hi havia dos o més.

### Piràmide de població
La piràmide de població per edats i sexe el 2009 era:
| Homes | Edats   | Dones |
| ----- | ------- | ----- |
| 0     | 95 o +  | 4     |
| 0     | 90 a 94 | 0     |
| 4     | 85 a 89 | 4     |
| 8     | 80 a 84 | 0     |
| 8     | 75 a 79 | 20    |
| 8     | 70 a 74 | 8     |
| 8     | 65 a 69 | 20    |
| 16    | 60 a 64 | 16    |
| 8     | 55 a 59 | 4     |
| 24    | 50 a 54 | 16    |
| 20    | 45 a 49 | 12    |
| 24    | 40 a 44 | 28    |
| 20    | 35 a 39 | 20    |
| 12    | 30 a 34 | 12    |
| 8     | 25 a 29 | 8     |
| 12    | 20 a 24 | 4     |
| 16    | 15 a 19 | 16    |
| 4     | 10 a 14 | 20    |
| 8     | 5 a 9   | 8     |
| 20    | 0 a 4   | 0     |

## Economia
El 2007 la població en edat de treballar era de 367 persones, 272 eren actives i 95 eren inactives. De les 272 persones actives 253 estaven ocupades (142 homes i 111 dones) i 18 estaven aturades (7 homes i 11 dones). De les 95 persones inactives 34 estaven jubilades, 35 estaven estudiant i 26 estaven classificades com a «altres inactius».

### Ingressos
El 2009 a Millery hi havia 236 unitats fiscals que integraven 643 persones, la mediana anual d'ingressos fiscals per persona era de 20.822 €.

### Activitats econòmiques
Dels 29 establiments que hi havia el 2007, 6 eren d'empreses de fabricació d'altres productes industrials, 11 d'empreses de construcció, 3 d'empreses de comerç i reparació d'automòbils, 2 d'empreses de transport, 1 d'una empresa d'informació i comunicació, 1 d'una empresa financera, 2 d'empreses immobiliàries, 2 d'empreses de serveis i 1 d'una empresa classificada com a «altres activitats de serveis».
Dels 13 establiments de servei als particulars que hi havia el 2009, 1 era un taller de reparació d'automòbils i de material agrícola, 1 paleta, 1 guixaire pintor, 2 fusteries, 4 lampisteries, 1 electricista, 2 empreses de construcció i 1 perruqueria.
L'any 2000 a Millery hi havia 5 explotacions agrícoles.

## Equipaments sanitaris i escolars
El 2009 hi havia una escola elemental integrada dins d'un grup escolar amb les comunes properes formant una escola dispersa.

## Poblacions més properes
El següent diagrama mostra les poblacions més properes.